# Denis Dercourt

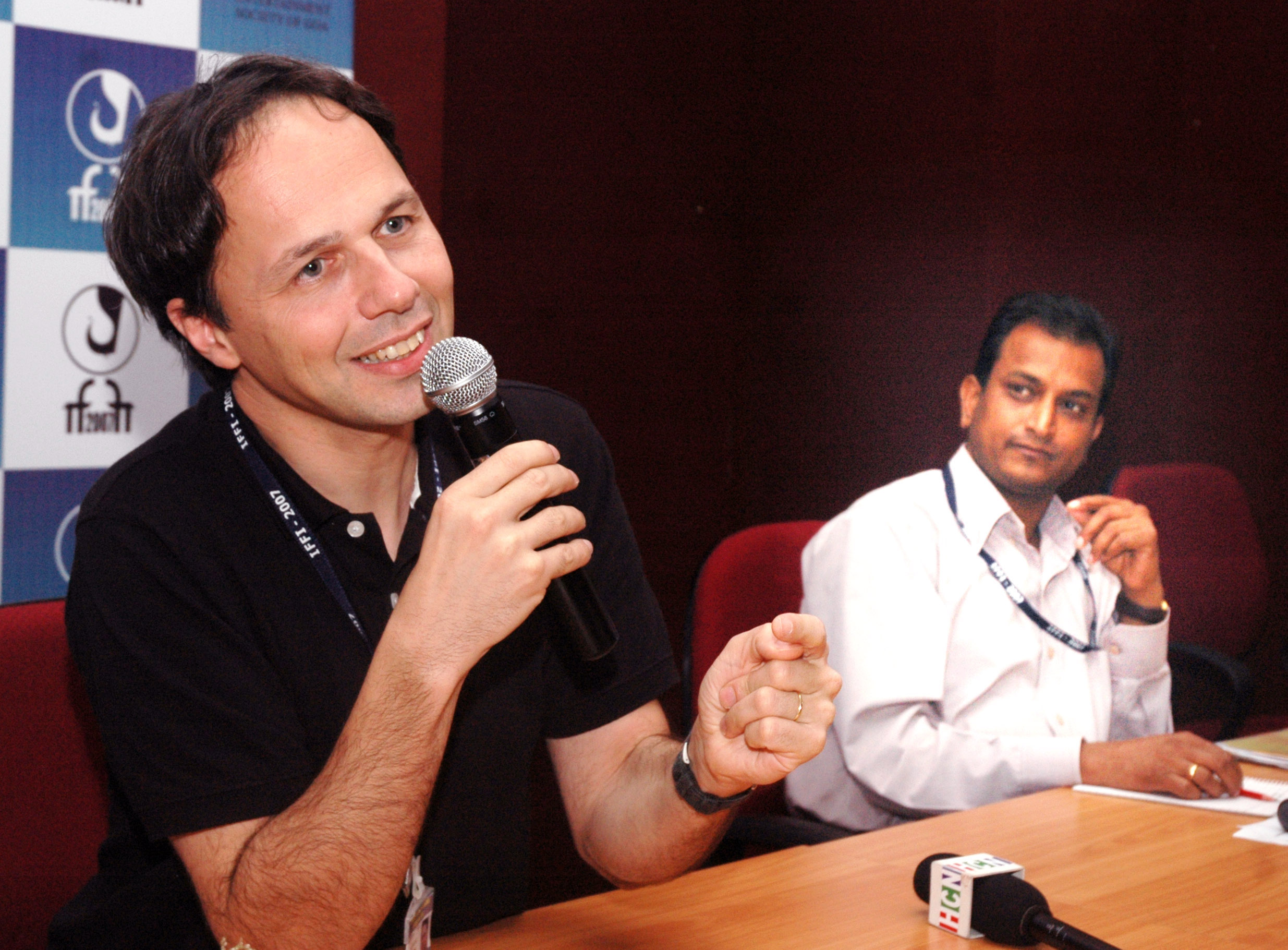
Denis Decourt (links, 2007)

Denis Dercourt (geboren 1. Oktober 1964 in Paris) ist ein französischer Filmregisseur.

## Leben
Denis Dercourt ist Sohn eines Filmproduzenten und einer Klavierlehrerin, er studierte Philosophie an der Sciences-Po. Als Kind erhielt er Violinunterricht und spielte von 1988 bis 1993 als Solobratschist in dem privaten Orchestre symphonique Français. Er ist Musikdozent für Bratsche am Konservatorium Straßburg. Seinen ersten Film Le déménagement realisierte er 1997.
Dercourts Tragikomödie Lise et André wurde 2001 auf dem Festival von Avignon ausgezeichnet. Sein Filmdrama Das Mädchen, das die Seiten umblättert erschien 2006 in der Kategorie Un Certain Regard beim Festival de Cannes, ebenso im Jahr 2009 das Filmdrama Demain dès l’aube. Dercourt zog mit seiner Frau und ihren gemeinsamen Kindern nach Berlin. 2012 drehte er in Deutschland das Psychodrama Zum Geburtstag, das 2013 in Deutschland herauskam. 2019 wurde ihm eine Retrospektive bei den Französischen Filmtagen Tübingen-Stuttgart gewidmet.

## Filmografie (Auswahl)
- 1998: Les Cachetonneurs
- 2000: Lise et André
- 2003: Mes enfants ne sont pas comme les autres
- 2004: Ukyio, monde flottant
- 2006: Das Mädchen, das die Seiten umblättert (La Tourneuse de pages)
- 2008: Demain dès l’aube
- 2013: La Chair de ma chair
- 2013: Zum Geburtstag (Pour ton anniversaire)
- 2015: Im Gleichgewicht (En équilibre)
- 2018: Deutsch-les-Landes (TV-Serie, eine Folge)
- 2019: Die Lehrerin
- 2021: Vanishing